# Río Pacora
El río Pacora es un río de Panamá, que recorre el distrito de Panamá, específicamente los corregimientos de Pacora, San Martín y Las Garzas. Tiene una longitud de 48 km y su cuenca hidrográfica tiene una superficie de 367,53 km².
Sus principales afluentes son el Tataré, Cabobré, Utivé e Indio.